# Subiaco (Italie)
 (août 2016).
Si vous disposez d'ouvrages ou d'articles de référence ou si vous connaissez des sites web de qualité traitant du thème abordé ici, merci de compléter l'article en donnant les références utiles à sa vérifiabilité et en les liant à la section « Notes et références ».
Pour les articles homonymes, voir Subiaco.
Subiaco est une commune italienne d'environ 8 900 habitants, située dans la ville métropolitaine de Rome Capitale, dans la région Latium, en Italie centrale.

## Géographie

### Localisation
Subiaco est situé sur la rive droite de la rivière Aniene aux pieds de la chaîne des monts Simbruins.

### Hameaux
Les différentes frazione de Subiaco sont Barili, Camarde, Campo d'Arco, Campo dell'Osso, Cappuccini, Caprola, Castagnola, Colle Perino, Forma Focerale, Iegli, La Torre, Le Camere, Monte Livata, Montore, Nocchitella, Pianiglio, Ponte Lucidi, Pozziglio, Prato Maggiore, Riarco, Risano, Sant'Angelo, San Lorenzo, San Vito, Valle Chiappante, Valle Papa et Vignola.

### Communes limitrophes
Les communes attenantes à Subiaco sont : Affile, Agosta, Arcinazzo Romano, Camerata Nuova, Canterano, Cervara di Roma, Jenne, Rocca Santo Stefano et Vallepietra.

## Histoire
Cette ville est fondée à l'époque romaine, comme en témoignent les restes de la villa de Néron. Elle est nommée alors Sub lacus (littéralement « sous les lacs ») en raison des lacs alimentant l'Aniene (ou Sub lacum : « sous le lac »).
Vers l'an 500, saint Benoît de Nursie y fonda son premier monastère, aujourd'hui abbaye de Subiaco, d'où devait naître quelques années plus tard l'ordre des Bénédictins. La famille bénédictine comprend plusieurs congrégations, dont celle de Subiaco qui compte 66 monastères dont l'Abbaye de Belloc (Pays basque), En-Calcat (Tarn), La-Pierre-Qui-Vire (Yonne), Landévennec (Finistère), Saint-Benoît-sur-Loire (Loiret), Tournay (Hautes-Pyrénées) etc.
Au XVe siècle la famille Borgia possède la Rocca Abbaziale, dominant la ville et capable de soutenir un long siège. C'est dans ce lieu[réf. nécessaire] que Vannozza Cattanei, la maîtresse du cardinal Rodrigo Borgia (futur pape Alexandre VI), accoucha de Lucrèce Borgia en 1480.

## Administration
| Période                                  | Période     | Identité            | Étiquette | Qualité |
| ---------------------------------------- | ----------- | ------------------- | --------- | ------- |
| mai 2001                                 | 30 mai 2006 | Francesco Lando     |           |         |
| 30 mai 2006                              | En cours    | Pierluigi Angelucci |           |         |
| Les données manquantes sont à compléter. |             |                     |           |         |

## Culture

### Monuments et patrimoine
- Le Monastère de Sainte-Scholastique de l'ordre des Bénédictins
- Le monastère Sacro Speco
- Le pont di San Francesco construit sur l'Aniene en 1358 et entièrement restauré en 1789
- La Rocca abbaziale datant de la période médiévale et restauré au XVIe siècle
- L'église Sant'Andrea
- L'église Santa Maria Assunta
- L'arc marquant l'entrée de la ville, ordonné par Pie VI vers 1780

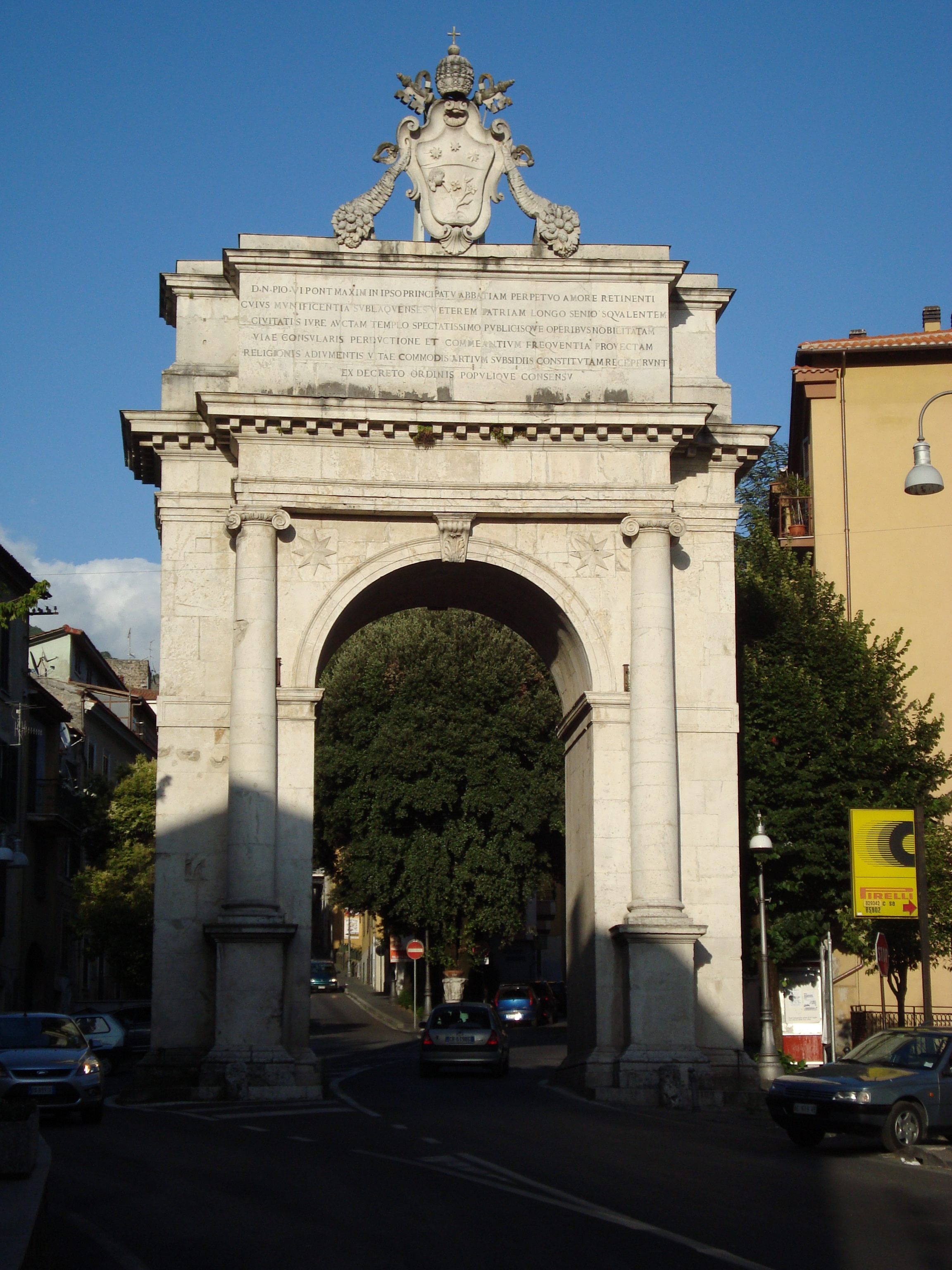
L'arc marquant l'entrée de la ville.
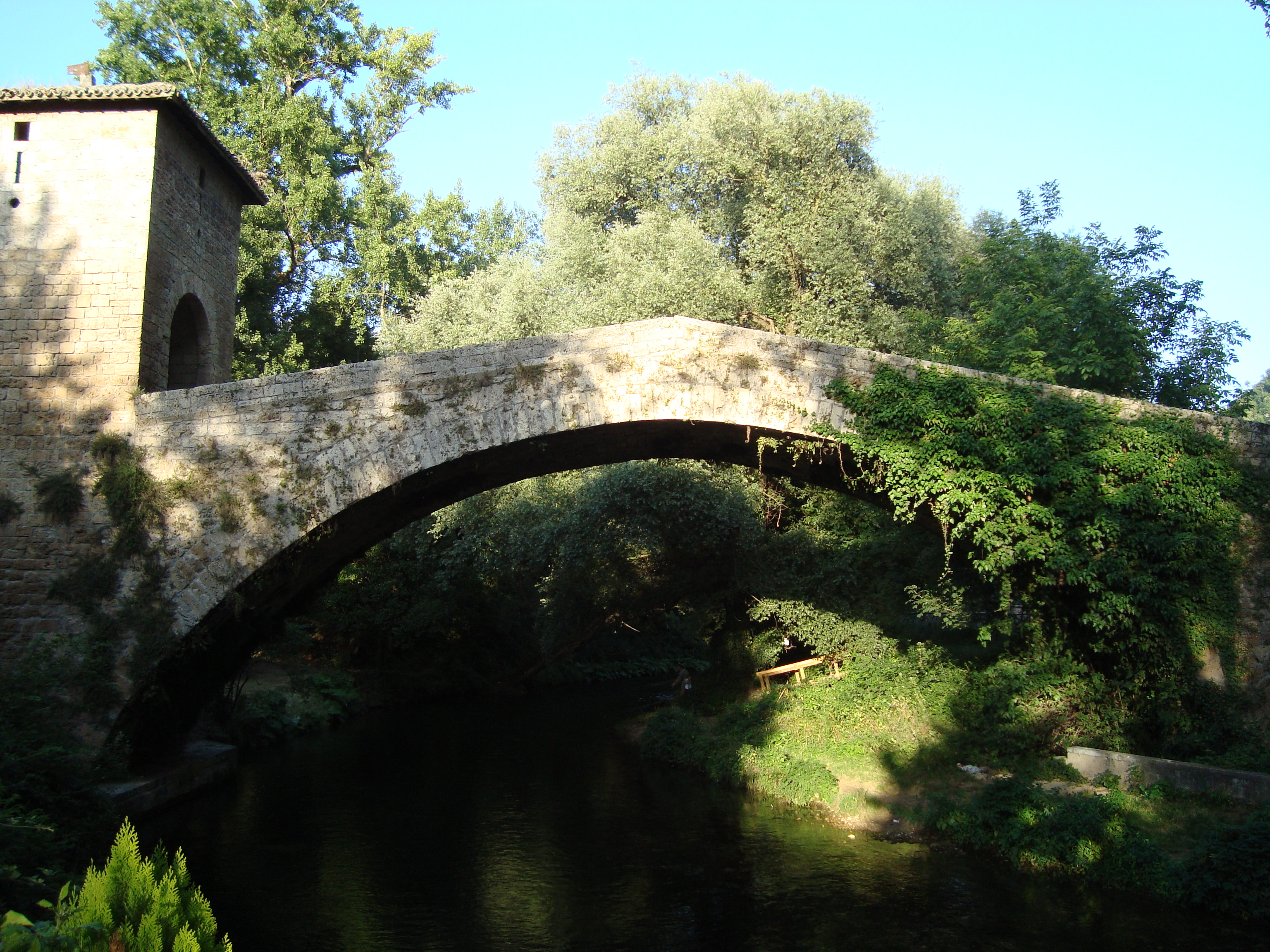
Le pont di San Francesco.
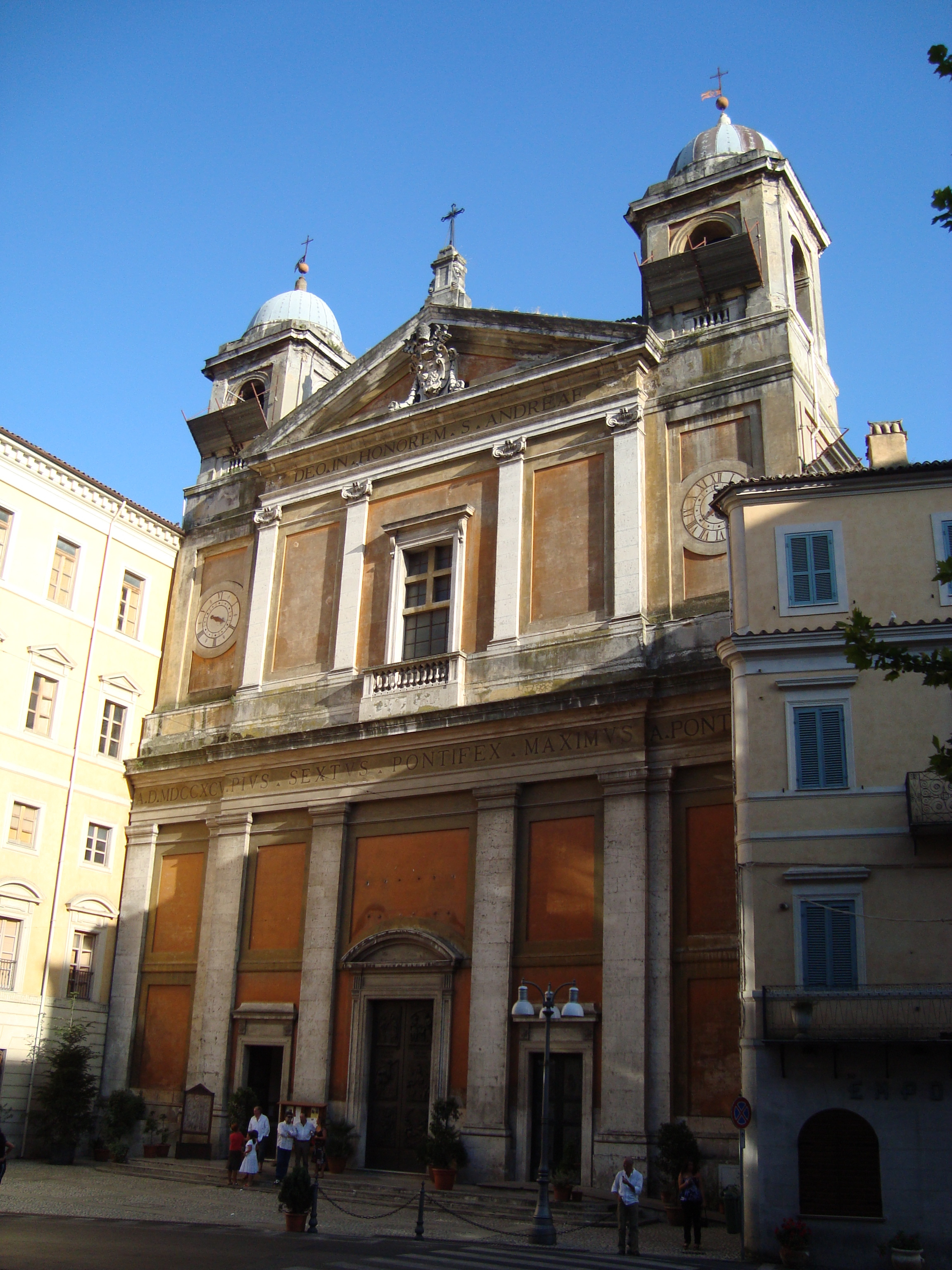
L'église Sant'Andrea.
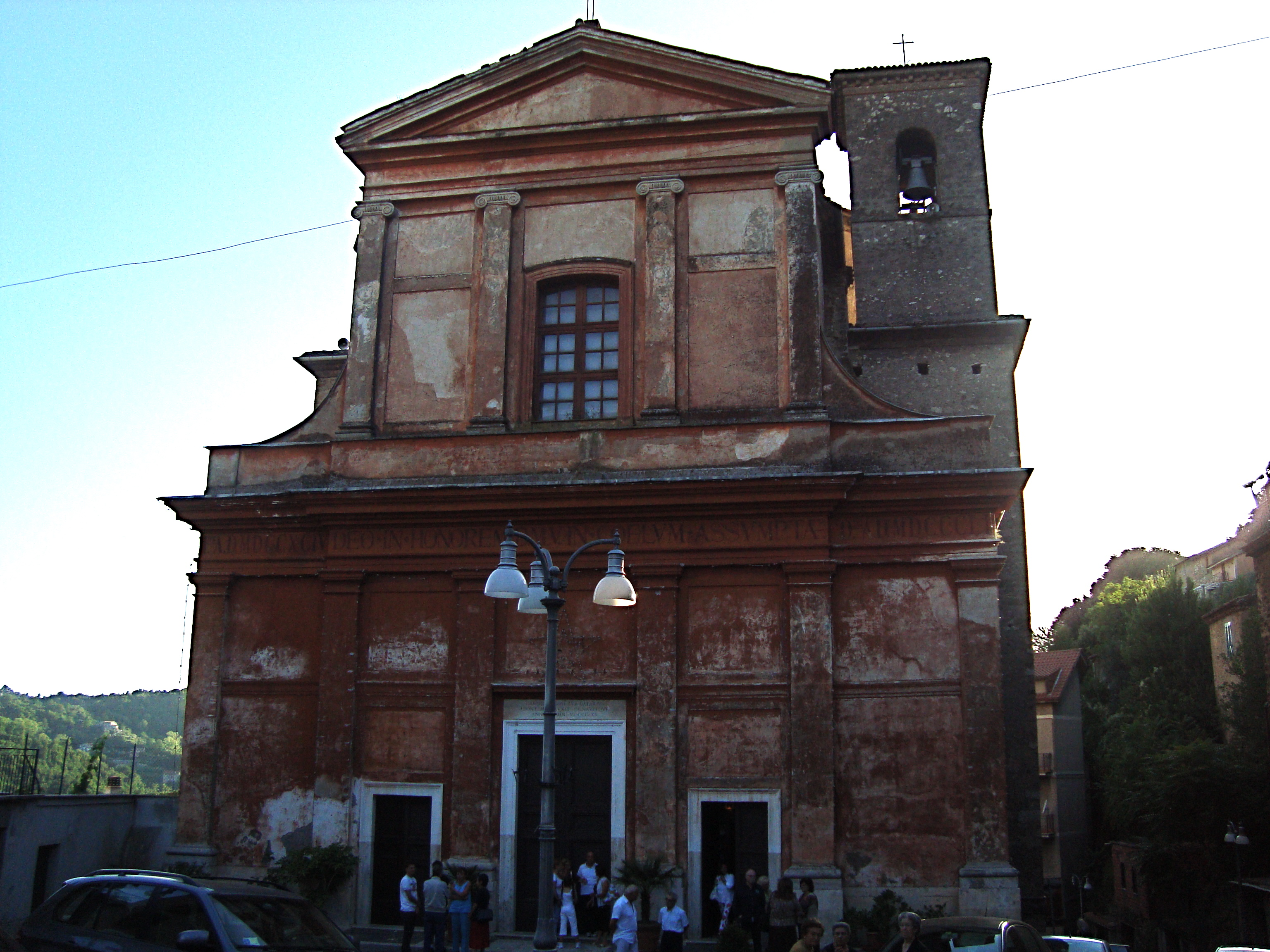
L'église Santa Maria Assunta.
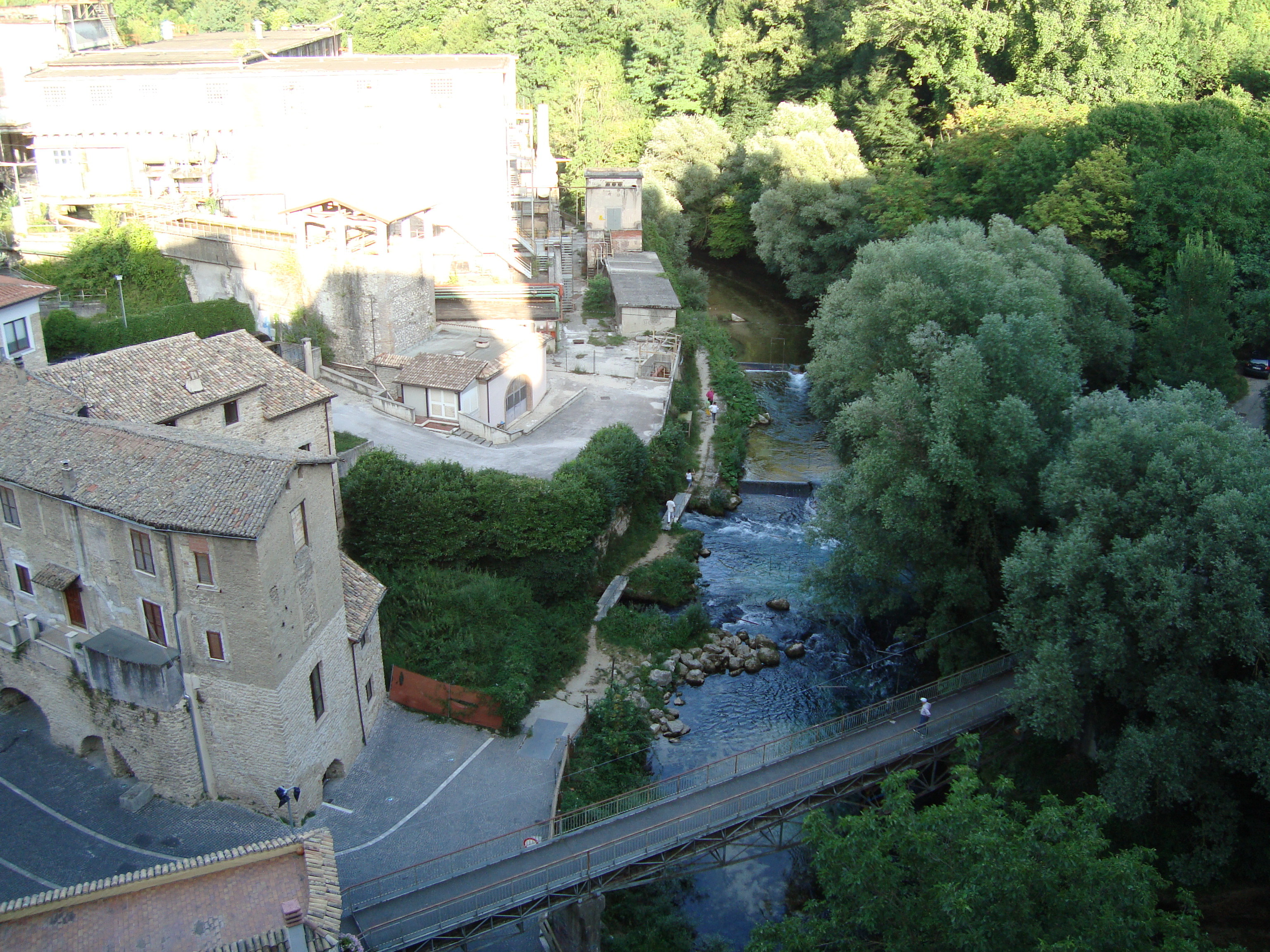
L'Aniene.
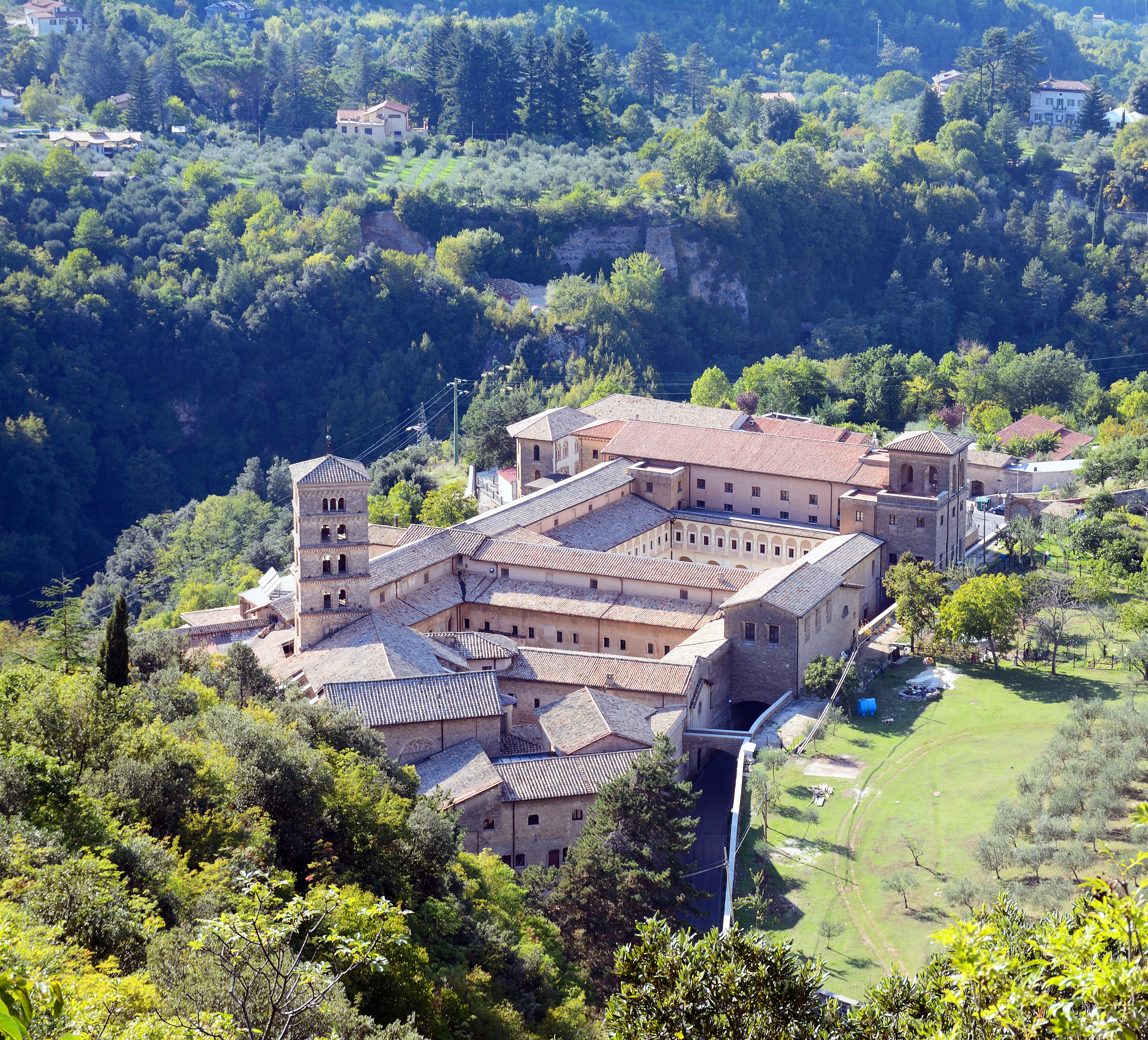
Le monastère Sainte-Scholastique.

## Personnalités liées à la commune
- Benoît de Nursie (480/490-543/547), fondateur du monastère bénédictin de la Santa Scholastica
- Lucrèce Borgia (1480-1519), née à Subiaco
- Pie VI (1717-1799), pape
- Luigi Pistoja
- Antonio Fogazzaro (1842-1911), poète
- Gina Lollobrigida (1927-2023), actrice
- Pier Paolo Capponi (1938-2018), acteur et scénariste
- Francesco Graziani (1952), footballeur
- Santa Chelidonia
- Valerio Checchi (1980), fondeur